# Arnarfjörður

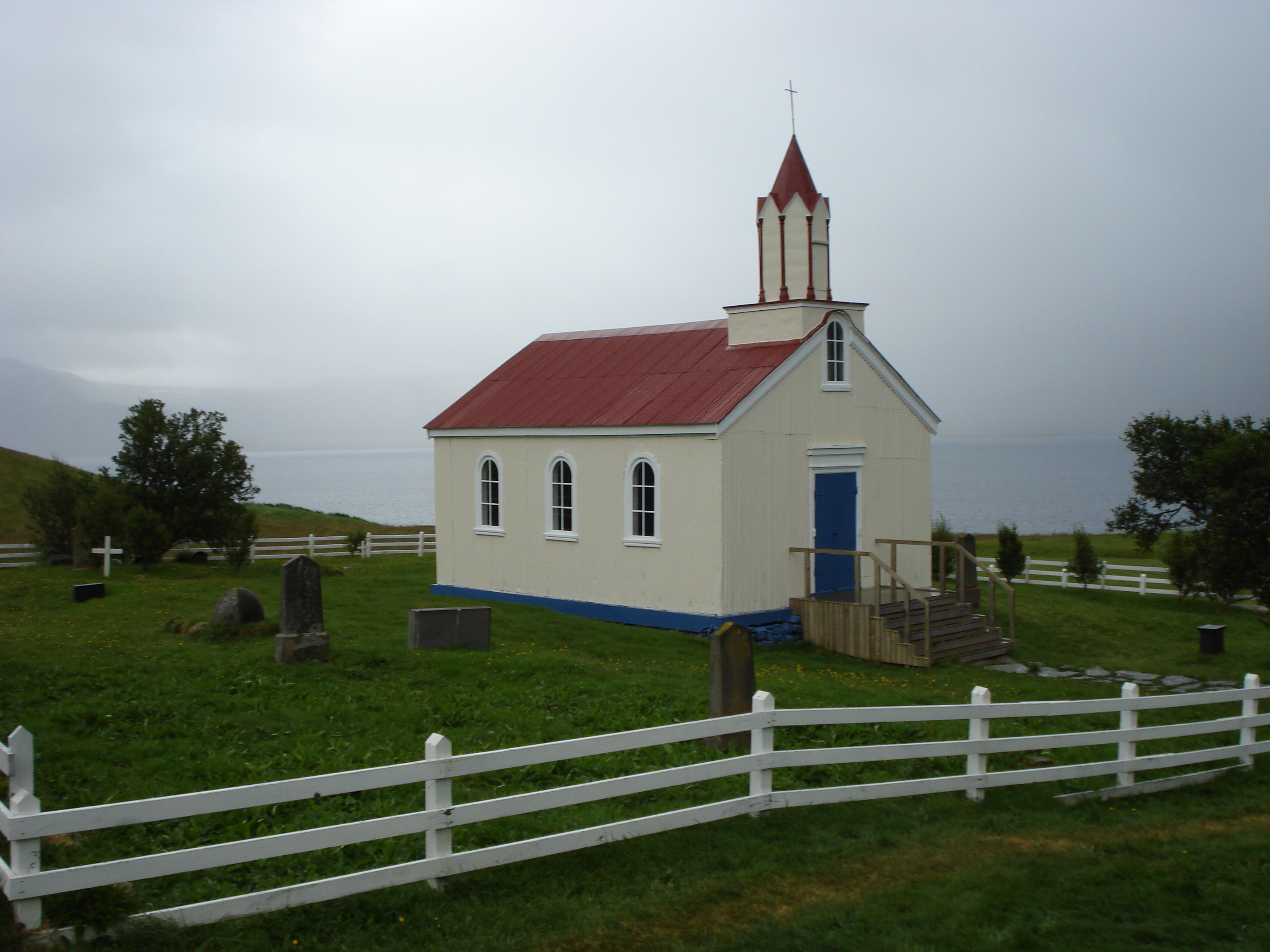
Hrafnseyrarkirkja

Der Fjord Arnarfjörður (dt. „Adlerfjord“) ist der zweitgrößte der Westfjorde in Island. Er liegt etwa in ihrer Mitte und reicht von Nordwesten nach Südosten etwa 30 km ins Land bis zur Bucht Dynjandivogur.  Seine Breite beträgt 5 bis 10 km. 

## Beschreibung
Im Inneren wird der Fjord in zwei Arme aufgespalten, von denen der eine Suðurfirðir heißt und sich, wie der Plural des Namens vermuten lässt, weiter aufspaltet.
Einer dieser Seitenfjorde ist z. B. der Geirþjófsfjörður.
Der nördlichen Arm wiederum teilt sich in den Borgarfjörður und Dynjandisvogur auf.
Die innersten Fjordufer sind teilweise sehr steil, die Straße scheint geradezu in sie hineingefräst.
Dieser Fjord gehört neben dem Patreksfjörður und dem Tálknafjörður zu den Südfjorden der Westfjorde (isl. Suðurfirðir Vestfjarða).

## Vulkanismus
Am Nordufer des Fjordes erheben sich für die Westfjorde ungewohnte Berge, sehr spitz von Gletschern zugeschliffen und teilweise voller Gabbro und Rhyolith. Dort war vor vielen Millionen Jahren der Tjaldanesvulkan aktiv, dessen Reste noch in den Bergen, u. a. am Tjaldanesfell selbst und am höchsten Berg der Westfjorde, am Kaldbakur, zu sehen sind. Die steile Passstraße, die nach der Hochebene, die sie durchquert, Hrafnseyrarheiði genannt wird, führt durch diese Berge bis in eine Höhe von 552 m hinauf und hinüber in den nördlich benachbarten Dýrafjörður. Sie soll in den nächsten Jahren durch einen Tunnel ersetzt werden.

## Sehenswürdigkeiten
Unterhalb und etwas östlich dieser Berge liegt der Weiler Hrafnseyri, der eine große Vergangenheit hat. Er beherbergte nämlich im 19. Jahrhundert einen Nationalhelden des Landes, Jón Sigurðsson, der hier geboren ist und später recht erfolgreich für die Unabhängigkeit seines Landes stritt.  In Hrafnseyri steht die 1886 erbaute Holzkirche Hrafnseyrarkirkja mit einem Dachreiter von 1897. Sie wurde zweimal bei Unwettern und Stürmen zerstört, aber wieder aufgebaut und 1910 neu geweiht. In ihrem Innern birgt sie verschiedene Gegenstände aus dem 17. Jahrhundert, die ursprünglich in anderen Kirchen aufbewahrt wurden. Die Kerzenleuchter an den Wänden z. B. stammen aus dem Reykjavíker Dom und gelangten in die Hrafnseyrarkirkja, nachdem im Dom Gaslaternen angebracht worden waren.
Am Nordufer am Eingang des Fjordes hingegen liegt das Lokinhamradalur. Es wurde durch den Filmbericht „Islands letzter Einsiedler“ bekannt. Dieser schildert das karge Leben des letzten Schäfers dort.
Am Südufer des Fjords liegt der Ort Bíldudalur. Von dort führt eine Stichstraße zur Mündung des Fjordes bis zum Hof Selárdalur. Hier lebte bis 1969 der Bauer und Künstler Samúel Jónsson. Seine Skulpturen aus Beton sind heute noch zu sehen. 
Am südöstlichen Ufer des Arnarfjörður befindet sich der Wasserfall Dynjandi. 